# 55 STONES
『55 STONES』（フィフティファイブ・ストーンズ）は、斉藤和義の21枚目のオリジナルアルバム。2021年3月24日発売。発売元はSPEEDSTAR RECORDS。規格品番：VICL-65460（特典付初回盤はVIZL-1850。アナログ盤の規格品番：VIJL-60310）。

## 解説
前作「202020」から1年2ヶ月振りのオリジナル・アルバム。楽曲の制作およびレコーディング作業は主に斉藤の自宅とプライベートスタジオで行われた。これは斉藤にとって初めての経験である。アルバムタイトルは35歳の『35 STONES』45歳の『45 STONES』を経て本年55歳を迎えることも含めて本作は『55 STONES』と冠せられた。

## 収録曲
全曲 作詞・作曲・編曲：斉藤和義（特記以外）
1. BEHIND THE MASK　（3：32）
作詞：クリス・モスデル　作曲：坂本龍一　
YMOの1979年の楽曲のカバー。
2. Boy　（4：19）
2021年3月10日に先行配信シングルとしてリリース。
MVおよびジャケット写真のイラストを手掛けたのは漫画家の浦沢直樹[5]。
3. Strange man　（4：31）
4. 純風　（2：57）
高田純次の紀行番組「じゅん散歩」テーマソング。
ジャケット写真のイラストは高田純次による。
2020年7月1日に配信限定シングルとしてリリース。
MVの監督はウスイヒロシ[5]。
5. Lucky Cat Blues　（4：12）
6. 魔法のオルゴール　（5：53）
7. シグナル　（5：42）
8. レインダンス　（3：54）
9. 木枯らし1号　（3：25）
作曲・編曲：斉藤和義・藤井謙二
10. 一緒なふたり　（2：24）
ACジャパン・日本盲導犬協会2019年度支援キャンペーンCMソング。
CMではソロ弾き語りバージョンが使用されている。
2020年8月12日に配信限定シングルとしてリリース。
MVの監督は大川原亮[5]。
11. 2020 DIARY　（8：26）
2020年12月16日に配信限定シングルとしてリリース。
12. ぐるぐる　（3：44）

### 初回限定盤付属 DVD[6]
1 - 9→WOWOWスタジオライブ映像
10・11→レコーディング&スタジオライブ映像
12→MV
1. 純風　（3：02）
2. アレ　（3：54）
3. 万事休す　（4：45）
4. ベリー ベリー ストロング 〜アイネクライネ〜　（7：10）
5. 青空ばかり　（2：42）
6. I Love Me　（4：23）
7. 一緒なふたり　（2：23）
8. オートリバース〜最後の恋〜　（5：12）
9. ハミングバード　（5：20）
10. Room Number 999　（4：21）
11. Boy　（4：24）
12. 2020 DIARY　（8：30）

### アナログ盤
【SIDE 1】
1. BEHIND THE MASK　（3:32）
2. Boy　（4:19）
3. Strange man　（4:31）
4. 純風　（2:57）
5. Lucky Cat Blues　（4:12）
6. 魔法のオルゴール　（5:53）

【SIDE 2】
1. シグナル　（5:42）
2. レインダンス　（3:54）
3. 木枯らし1号　（3:25）
4. 一緒なふたり　（2:24）
5. 2020 DIARY　（8:26）
6. ぐるぐる　（3:44）